# 暗影蜘蛛人
暗影蜘蛛人（英語：Spider-Man Noir），本名為彼得·帕克（Peter Parker），是漫威漫畫中的虛構超級英雄角色，由作家大衛·海因、法布里斯·薩波爾斯基和藝術家卡梅·迪喬多梅尼科創作。暗影蜘蛛人首次於《暗影蜘蛛人》#1中登場。

## 人物
在漫威多元宇宙的90214號宇宙中，在經濟大恐慌時期的1933年，一名缺乏工作經驗但富有理想主義且受人尊敬的記者彼得·本傑明·帕克（Peter Benjamin Parker）某天偷偷地調查一個正在走私古代蜘蛛雕像的犯罪集團，卻意外地被藏身於雕像中非法進口的一隻劇毒蜘蛛意外咬傷因而得到了蜘蛛般的超能力。獲得超能力的彼得開始作為一位野蠻和可怕的義警打擊紐約市的黑社會和犯罪活動，被市民稱為“蜘蛛人”，彼得其後為了替死去的叔叔班·帕克報仇而向殺害班叔的兇手兼紐約市的犯罪首腦諾曼·奧斯朋展開了報復行動。

## 能力
暗影蜘蛛人像主宇宙的蜘蛛人一樣有著蜘蛛般的超能力，例如擁有蜘蛛般的能力、超人的速度、反射神經和身體耐力。他的蜘蛛感應亦得到了增幅，使他能夠預先察知危險的到來。但與蜘蛛人不同的地方是，暗影蜘蛛人可以直接在體內生產並從手腕處直接發射出蜘蛛絲，並能像其他宇宙的蜘蛛人一樣利用蜘蛛絲與他的敵人交手和制伏對方。

### 裝備
由於暗影蜘蛛人來自1930年代，因此所穿著的戰衣和面具並不是和主宇宙的蜘蛛人一樣採用相同的布料材質。他的面具採用了叔叔班·帕克在第一次世界大戰時期參軍時所使用的防風鏡和布料縫製而成，而其戰衣則採用了凱夫勒纖維，能抵擋一定程度的槍擊和爆炸，除此之外，暗影蜘蛛人亦會使用左輪手槍或機槍來殺死一些犯罪份子。

## 其他媒體

### 電視
- 《復仇者聯盟：正義出擊（英语：Avengers Assemble (TV series)）》：由瓊·汎阿克（英语：Joan Van Ark）配音。
- 《終極蜘蛛俠》：由米洛·文提米利亞配音。
- 索尼影業蜘蛛俠宇宙：由尼可拉斯·凱吉飾演。
  - 《暗影蜘蛛人》（2026年）[1]

### 電影
- 蜘蛛宇宙系列：由尼可拉斯·凱吉配音。
  - 《蜘蛛人：新宇宙》（2018年）[2]
  - 《蜘蛛人：穿越新宇宙》（2023年）：沒有台詞，於片尾客串登場。

### 遊戲
- 《蜘蛛人：破碎次元（英语：Spider-Man: Shattered Dimensions）》，由克里斯多福·丹尼爾·巴恩斯（英语：Christopher Daniel Barnes）配音[3]。
- 《漫威超級英雄戰隊Online（英语：Marvel Super Hero Squad Online）》，由尤里·洛文塔爾配音。
- 《蜘蛛人：時間裂痕（英语：Spider-Man: Edge of Time）》
- 《蜘蛛人：驚奇再起2》
- 《漫威英雄 Online》
- 《蜘蛛人：飛越無限（英语：Spider-Man Unlimited (video game)）》
- 《Marvel：復仇者聯盟（英语：Marvel: Avengers Alliance）》
- 《樂高漫威超級英雄2（英语：Lego Marvel Super Heroes 2）》[4]
- 《蜘蛛人》：暗影蜘蛛人的造型作為遊戲中的一件制服登場。

## 外部連結
- Spider-Man Noir （页面存档备份，存于） 漫畫書數據庫
- Spider-Man Noir （页面存档备份，存于） 超級英雄數據庫